# 오산초등학교 (전북)
오산초등학교는 대한민국 전북특별자치도 익산시 오산면 오산리에 있는 공립 초등학교이다.

## 학교 연혁
- 1922년 4월 1일 사립오산보통학교로 개교
- 1923년 4월 25일 오산공립보통학교(4년제) 개칭
- 1931년 4월 14일 6년제 인가
- 1938년 4월 1일 오산제일공립심상소학교로 개칭[1]
- 1941년 4월 1일 오산공립국민학교로 개칭[2]
- 1950년 3월 1일 오산국민학교로 개칭
- 1996년 3월 1일 오산초등학교로 개칭[3]
- 2008년 6월 27일 교사 증·개축 준공식
- 2015년 3월 1일 제25대 채규상 교장 부임
- 2017년 2월 10일 제93회 졸업 (총 9,127명 졸업)
- 2017년 3월 1일 초등학교 6학급, 특수학급 1학급, 유치원 1학급 편성
- 2019 3월 1일 전라북도교육청지정 소프트웨어 선도학교 운영
- 2022년 9월 1일 제 28대 안○○ 교장 부임
- 2022년 12월 30일 제 99회 졸업 ( 총 9,203명 졸업)
- 2023년 12월 29일 제 100회 졸업 (총 9,216명 졸업)

## 참고 자료
- 오산초등학교 - 한국교육학술정보원 학교알리미